# Dieter Trautwein

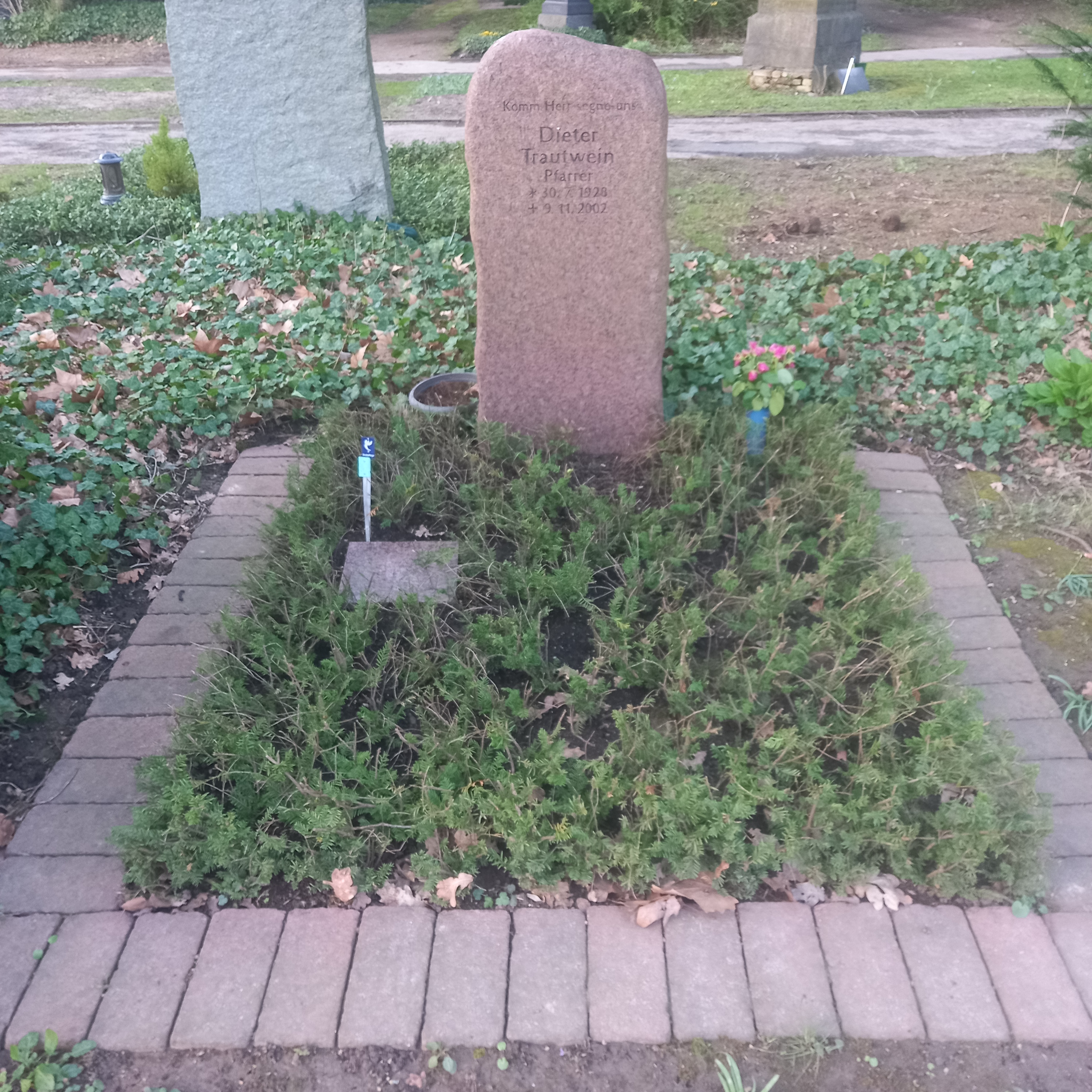
Das Grab von Dieter Trautwein auf dem Hauptfriedhof (Frankfurt am Main)

Dieter Trautwein (* 30. Juli 1928 in Holzhausen am Hünstein (heute zu Dautphetal), Kreis Biedenkopf; † 9. November 2002 in Frankfurt am Main) war ein deutscher evangelischer Theologe, Propst der Evangelischen Kirche in Hessen und Nassau und Texter sowie Komponist zahlreicher Neuer geistlicher Lieder.

## Leben
Trautwein studierte Theologie in Marburg, Mainz und Heidelberg. Nach Vikariaten in Königstein, Limburg und Bad Nauheim war er 1963 bis 1970 erster Inhaber der neugeschaffenen Stelle des Stadtjugendpfarrers in Frankfurt am Main. 1969 berief ihn die Synode der Evangelischen Kirche in Hessen und Nassau zum Propst für Frankfurt. Dieses Amt hatte er bis 1988 inne. 1971 wurde er an der Universität Tübingen mit einer Dissertation über Lernprozess Gottesdienst zum Doktor der Theologie promoviert.
Nach dem Ende seiner Amtszeit als Propst wurde Trautwein Vorsitzender und Geschäftsführer der Frankfurter Bibelgesellschaft. Das von ihm geförderte Bibelmuseum am Museumsufer wurde erst nach seinem Tod 2003 eröffnet.
Er war langjähriges Präsidiumsmitglied des Deutschen Evangelischen Kirchentags und Vorsitzender des Gottesdienst-Ausschusses der 6. Vollversammlung des Ökumenischen Rates der Kirchen in Vancouver 1983. Während seiner Amtszeit als Propst fanden 1975 und 1987 zwei Kirchentage in Frankfurt statt, die er maßgeblich mitgestaltete. Seit Mitte der 1960er-Jahre trat er zusammen mit seiner Frau Ursula Trautwein öffentlich gegen die Apartheid in Südafrika ein. 
Als junger Mann gehörte Dieter Trautwein in den 1960er-Jahren zu den ersten Menschen, die sich für die Würdigung von Oskar Schindler und dessen Lebenswerk (die Rettung von 1200 Juden in der Zeit des Nationalsozialismus) einsetzten.
Dieter Trautwein trat auch als Texter und Komponist zahlreicher Neuer Geistlicher Lieder an die Öffentlichkeit. Als Herausgeber von Liedersammlungen förderte er insbesondere den ökumenischen Gedanken und die internationale Vernetzung der Kirchen.
Trautwein erhielt zahlreiche Ehrungen, darunter 1988 die Ehrenplakette der Stadt Frankfurt am Main und als erster Protestant die Bartholomäus-Medaille der Katholischen Kirche in Frankfurt, 1989 das Bundesverdienstkreuz 1. Klasse und 1990 die Hedwig-Burgheim-Medaille der Stadt Gießen für besondere Verdienste um Verständigung und Verständnis zwischen Menschen. Er war Mitglied der Oekumenischen Textautoren- und Komponisten Gruppe der Werkgemeinschaft Musik e. V. und der AG Musik in der Ev. Jugend e. V., heute Textautoren- und Komponistengruppe TAKT.
Er ist der Vater des Wirtschaftswissenschaftlers Hans-Michael Trautwein, der Generalsuperintendentin von Berlin, Ulrike Trautwein, und einer weiteren Tochter.

## Werke
Trautwein schuf 220 Kirchenlieder, die Hälfte davon Kompositionen nach eigenen Texten, die andere Hälfte als Übertragungen aus der Ökumene. Das 1996 erschienene Evangelische Gesangbuch enthält im Stammteil sieben Lieder Trautweins. Auch das katholische Gebet- und Gesangbuch Gotteslob aus dem Jahr 2013, das Mennonitische Gesangbuch von 2004 und das Gesangbuch der Evangelisch-methodistischen Kirche von 2002 enthalten Kompositionen und Übertragungen Trautweins. 

### Kirchenlieder
- Weil Gott in tiefster Nacht erschienen, 1963, EG 56, MG 382
- Du schöner Lebensbaum des Paradieses 1974, EG 96; Gesangbuch der Evangelisch-methodistischen Kirche 216
- Komm, Herr, segne uns, daß wir uns nicht trennen, 1978, EG 170, GL 451, MG 136
- Strahlen brechen viele aus einem Licht, 1976, EG 268, MG 448 (Text von Anders Frostenson aus dem Schwedischen)
- Wie der Hirsch lechzt nach frischem Wasser, 1983, EG 278 (nur Text, nach Psalm 42 und 43)
- Ich will zu meinem Vater gehn, 1976, EG 315 (nur Melodie, Text nach Lukas 15 von Lotte Denkhaus)
- Laß  die Wurzel unsers Handelns Liebe sein, 1986, EG 417, MG 470 (nur Text der zweiten Strophe, erste Strophe von Paul Kaestner 1921, Musik von Volker Ochs 1971)
- Jesus Christus, das Leben der Welt, MG 438 (Musik von Herbert Beuerle)

### Sonstige Werke
- Komm Herr segne uns. Lebenserinnerungen. Lembeck, Frankfurt am Main 2003, ISBN 3-87476-437-0
- Oskar Schindler – immer neue Geschichten. Societäts-Verlag, Frankfurt am Main 2002, ISBN 3-7973-0734-9

### Mitherausgeberschaft
- Basler Mission, Evangelisches Missionswerk in Deutschland (Hrsg.): Thuma Mina. Internationales Ökumenisches Liederbuch. Erarbeitet von Dieter Trautwein, Beatrice Aebi, Johanna Linz und Dietrich Werner. Strube, München und Basileia, Basel 1995, ISBN 3-921946-17-4 (Strube)/ISBN 3-85555-045-X (Basileia)
- World Council of Churches (Hrsg.): Cantate Domino. Ein ökumenisches Gesangbuch. Kassel, Bärenreiter 1983, ISBN 3-7618-4994-X